# Památník obětem komunismu (Liberec)
Památník obětem komunismu je stavba v Liberci, která má připomínat oběti komunismu v Česku. Odhalen byl v roce 2006.

## Popis
Památník je umístěn v parku u Jablonecké ulice. Má podobu kvádru o rozměrech 3,2 x 4,5 x 0,7 m, který je ze dvou stran tvořen zrcadlovými tabulemi pokoveného skla o tl. 18 mm (každá o hmotnosti cca 800 kg) vsazenými do ocelového rámu. V jeho patě je do dlažby zapuštěn zrcadlově převrácený nápis čitelný v odrazu: „Sám v sobě hledej, zda svobodu bráníš, ctíš nebo omezuješ". Památník je umístěn v těžišti parku na křižovatce chodníků a kompozičně doplněn třemi 10 m dlouhými parkovými lavicemi z lepeného dřeva.

## Historie
Město Liberec vypsalo veřejnou soutěž na výstavbu památníku obětem komunismu, která se konala v roce 2003. Zvítězil v ní návrh architektonické kanceláře SPORADICAL, jehož přímými autory byli Petr Janda, Aleš Kubalík (tito dva architekti podali v roce 2000 společný návrh do soutěže na výstavbu pomníku obětem komunismu v Praze), Josef Kocián a Jakub Našinec. Původně měl být památník umístěn v zámeckém parku při Guttenbergově ulici, ale nakonec byl v roce 2006 odhalen v parku při Jablonecké ulici. Výstavba památníku stála přibližně 1,2 mil. korun.